# Sahneh
Sahneh (în persană صحنه ; romanizat și ca Șaḩneh și Sehneh ; cunoscut și sub numele de Sahna)  este un oraș și capitala județului Sahneh, provincia Kermanshah, Iran. La recensământul din 2006, populația sa era de 34.133 de locuitori, în 8.861 de familii.